# 上士幌町
上士幌町（かみしほろちょう）は、北海道河東郡にある町。

## 地理
十勝総合振興局の北部に位置し、東は足寄町、本別町、西は鹿追町、新得町、南は士幌町、北は上川総合振興局の上川町とオホーツク総合振興局の北見市、置戸町に隣接している。町の面積のうち約80 %を山地と原野が占めている。町の北部は大雪山の山岳性であり、大雪山国立公園の東山麓に位置している。また、十勝三股の山間盆地を除き平坦地が少ない。一方、町の南部は緩やかな傾斜を持つ概ね平坦な丘陵性の地形となっている。
- 山：白雲山（1,187m）、天望山（別名：くちびる山、1,174 m）、岩石山（1,088 m）、ナイタイ山 1,314 m）、勢多山（997 m）、温泉山（1,254 m）、屏風山（1,291 m）、ウペペサンケ山（1,848 m）、糠平富士（1,835 m）、丸山（1,692 m）、東丸山（1,666 m）、ニペソツ山（2,013 m）、石狩岳（1,967 m）、音更山 （1,932 m）、ユニ石狩岳 （1,756 m）、三国山（1,541 m）、ピリベツ岳（1,592 m）、西クマネシリ岳（1,635 m）、南クマネシリ岳（1,560m）、タウシュベツ山（1,185m）、宮島山（423 m）、居辺山（418 m）
- 河川：音更川、士幌川、居辺川、サツクシュオルベツ川
- ダム・湖沼：元小屋ダム、糠平湖（糠平ダム）、幌加ダム、然別湖、東雲湖（東小沼）

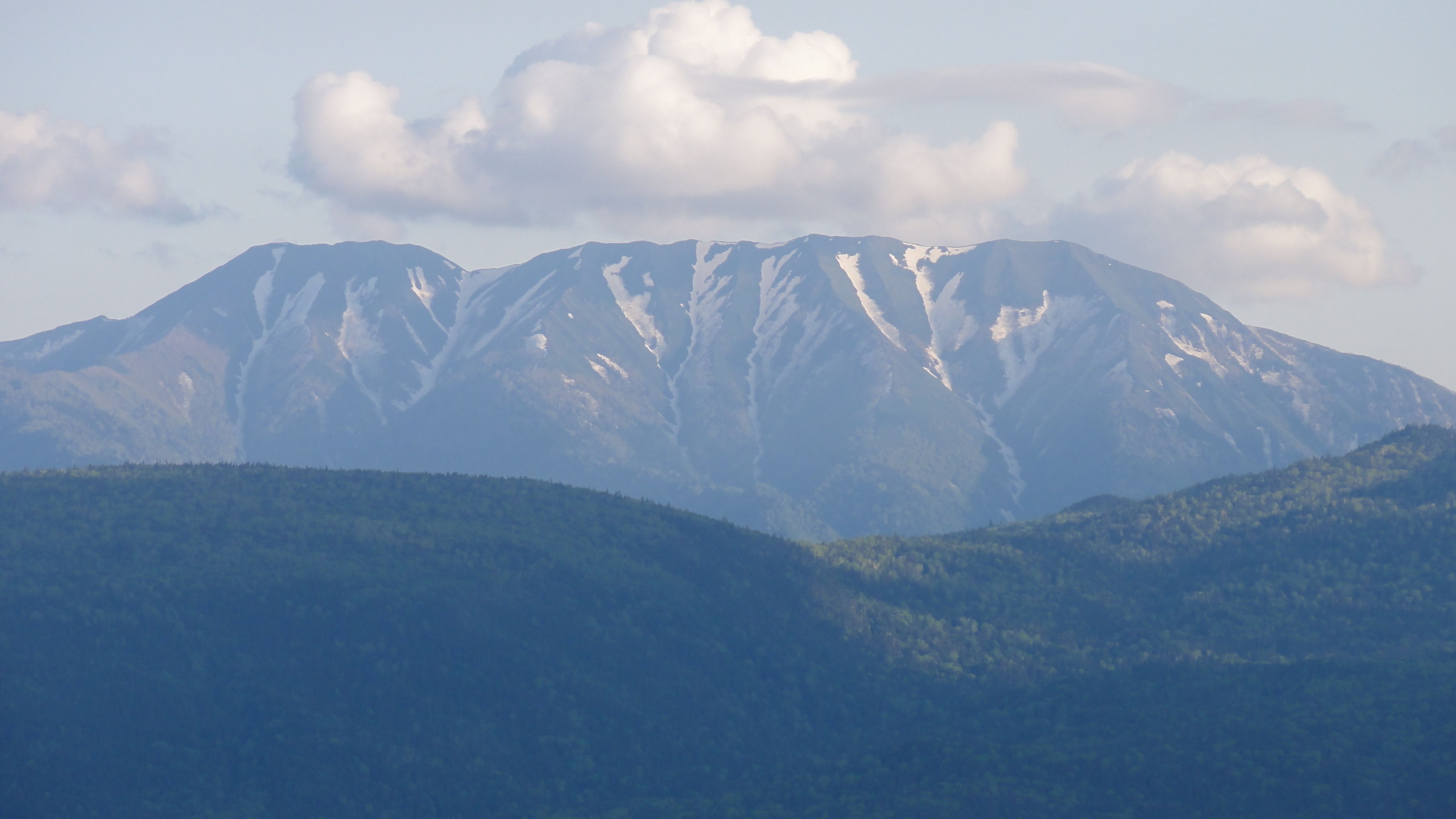
ウペペサンケ山（2011年6月）
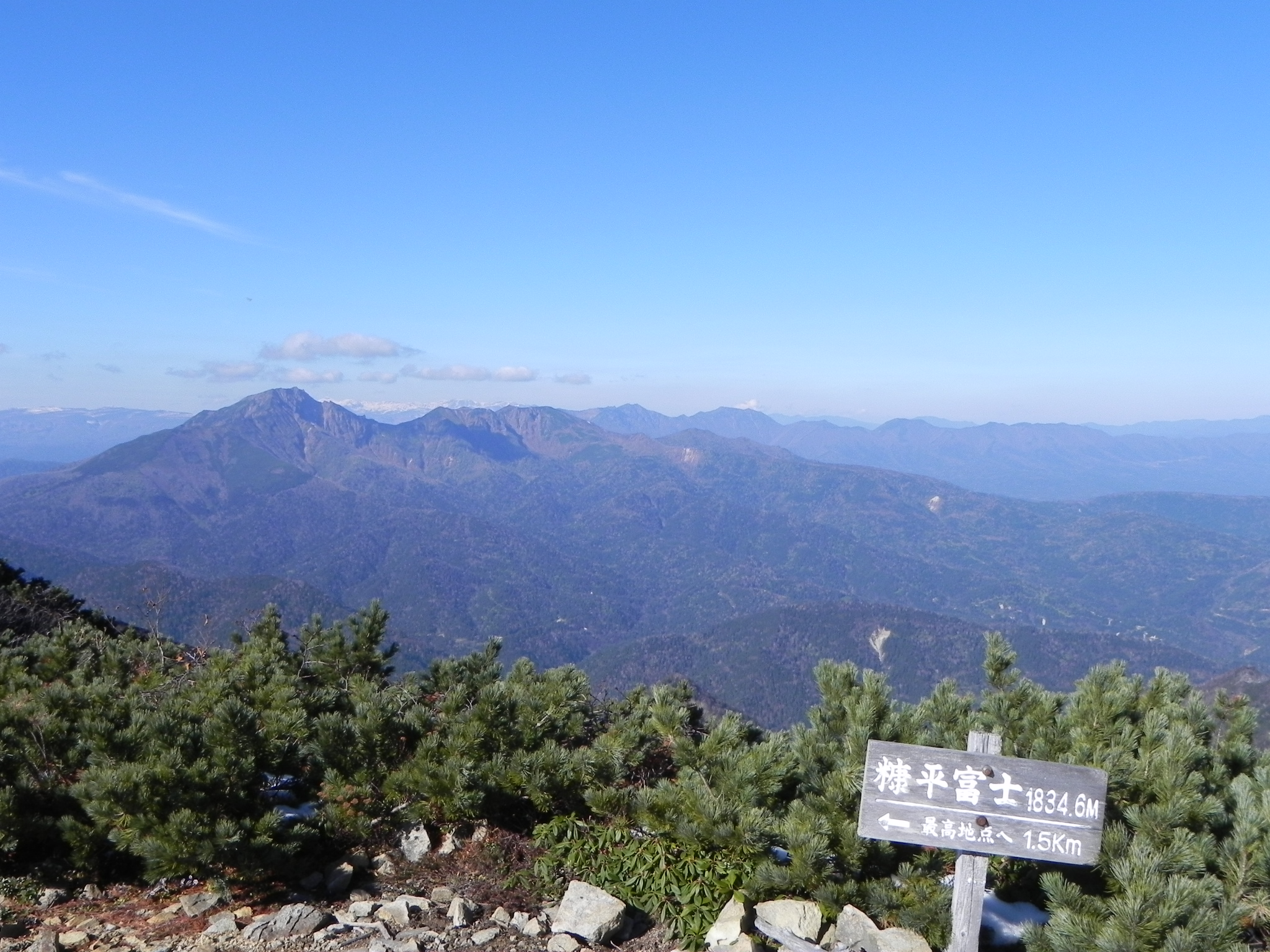
ウペペサンケ山の糠平富士から望むニペソツ山（2010年10月）
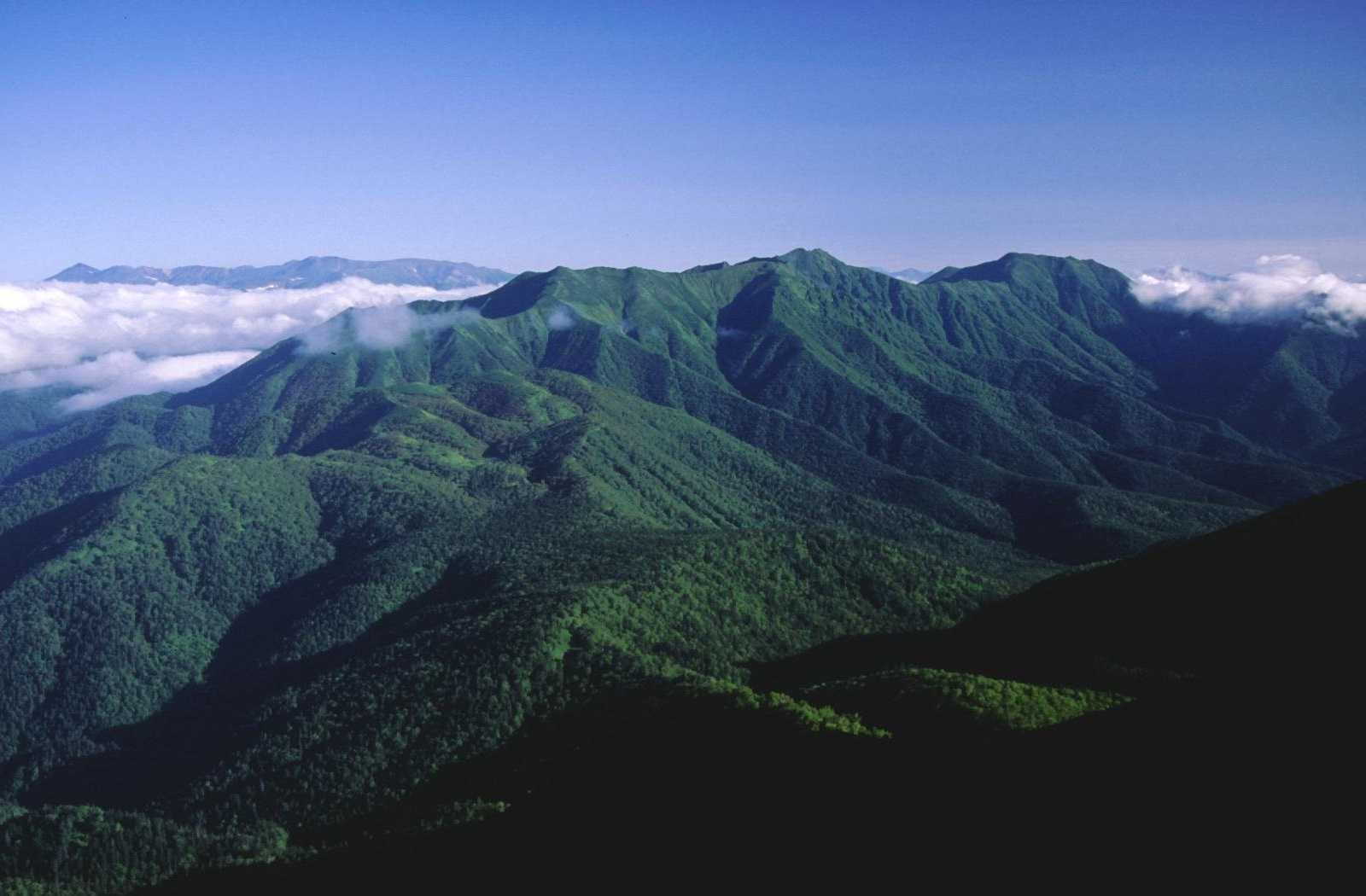
石狩岳（2005年8月）
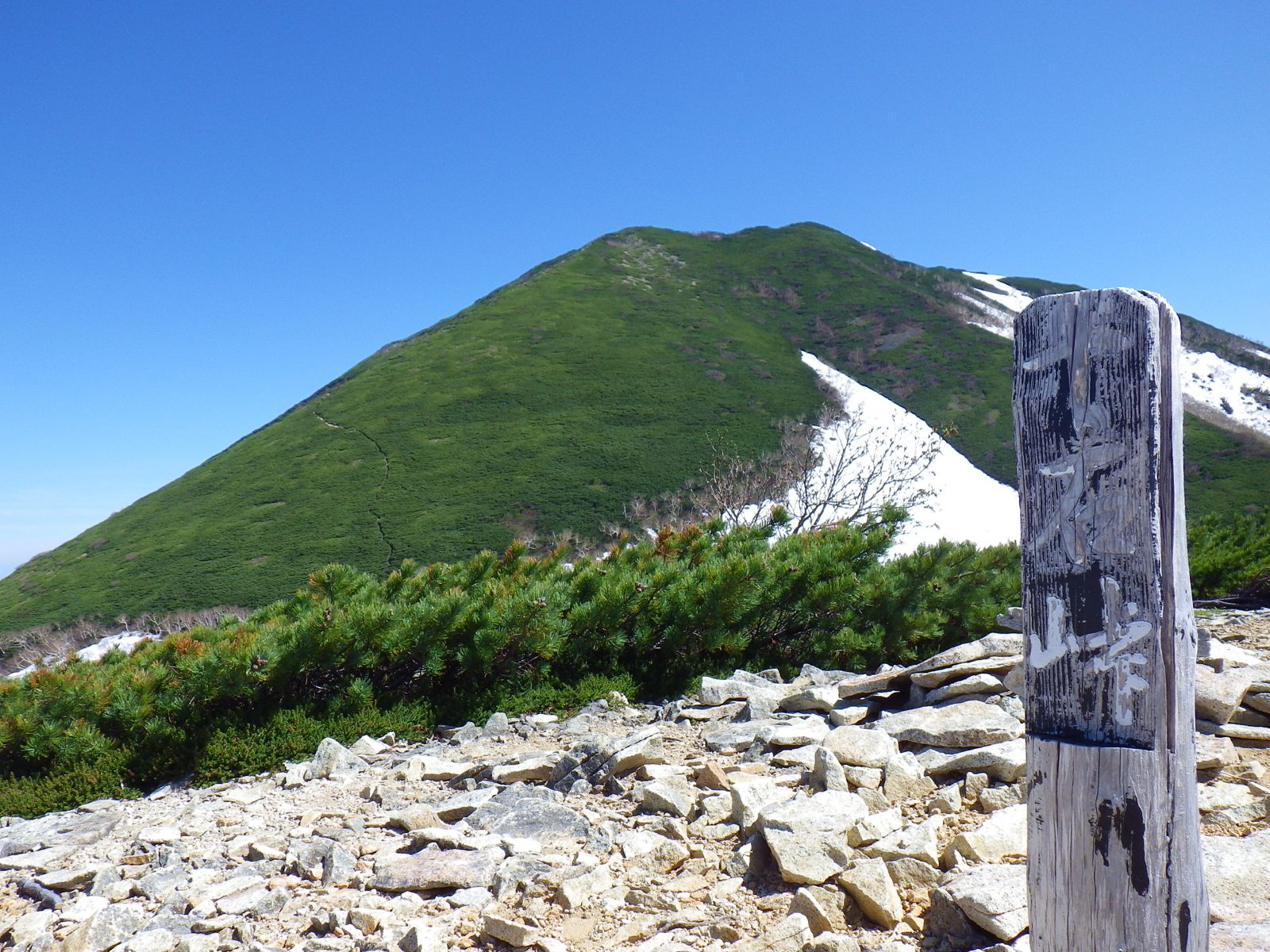
十石峠から望むユニ石狩岳（2013年6月）
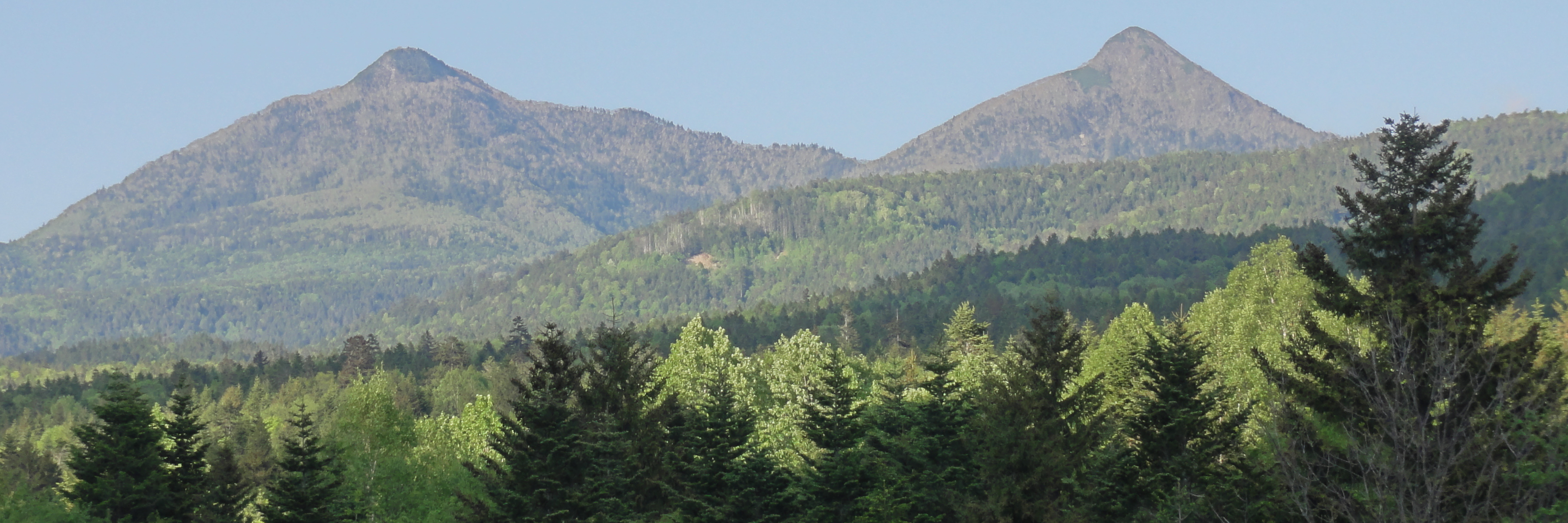
ピリベツ岳(左)と西クマネシリ岳(右)の通称「おっぱい山」（2011年6月）
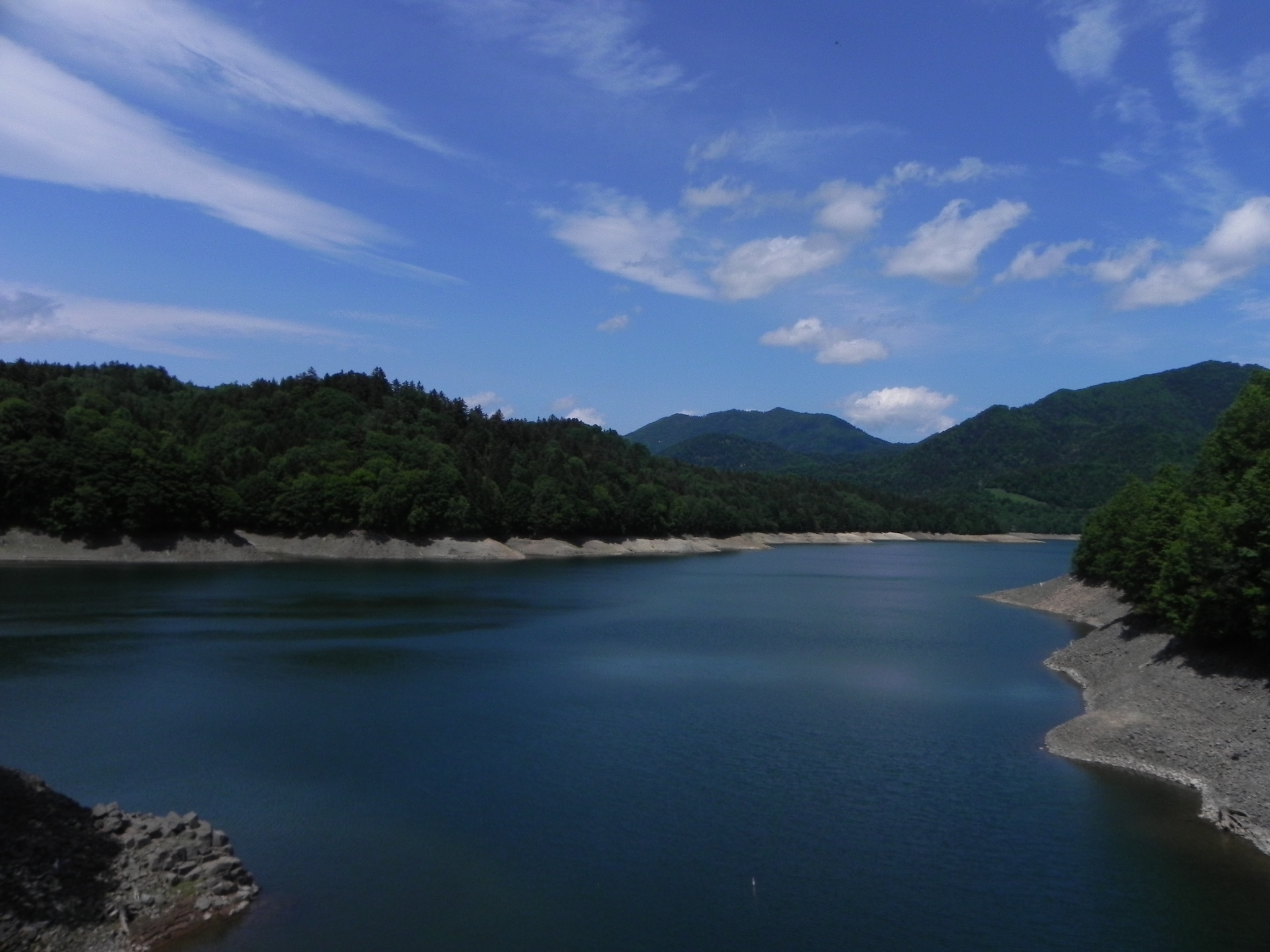
糠平湖（2011年7月）
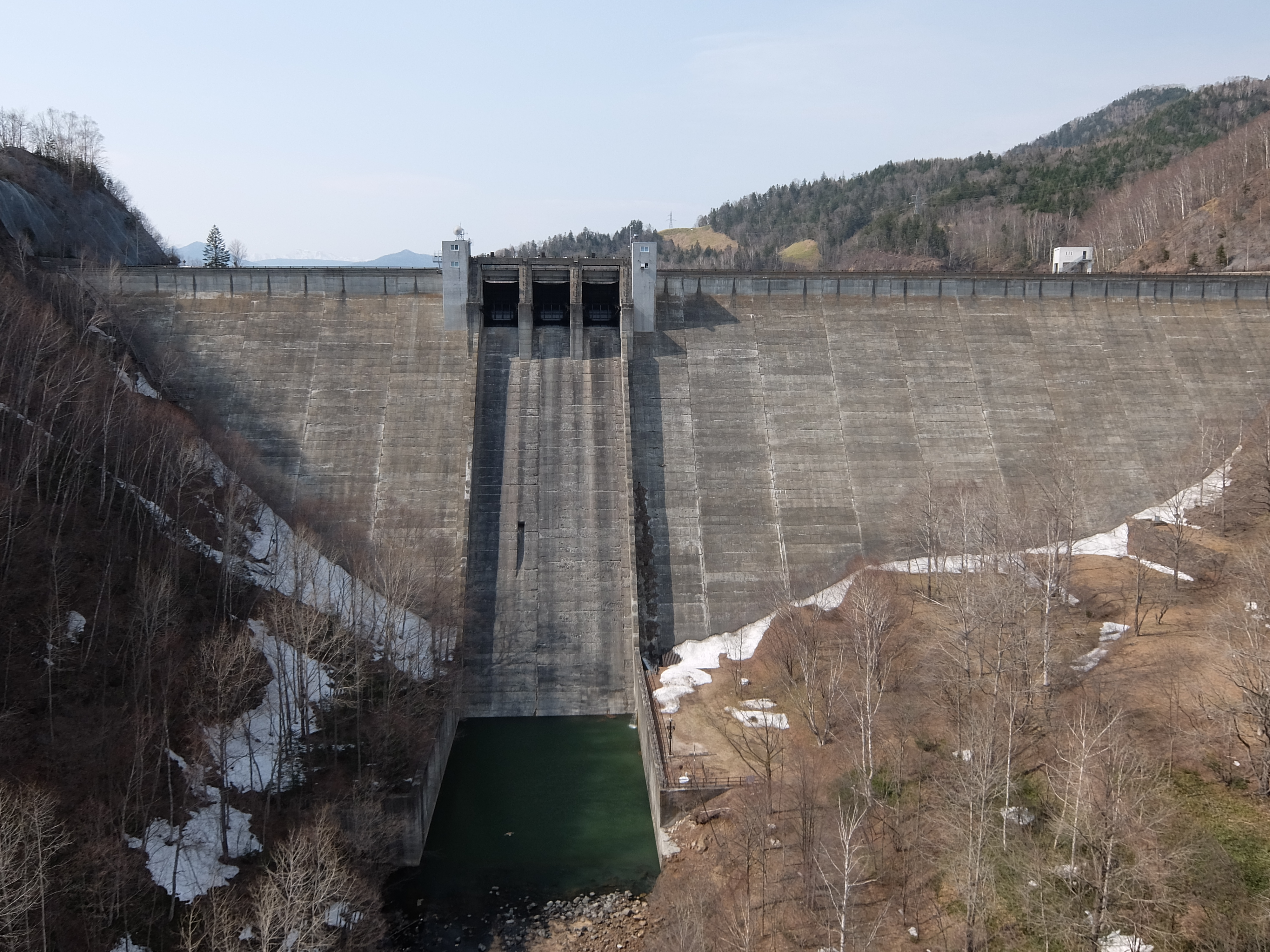
糠平ダム（2015年4月）

### 人口
人口は、1955年（昭和30年）に13,608人となった後は減少が続いており、2015年（平成27年）の国勢調査では4,765人とピーク時の人口から約65 %減少した。町ではふるさと納税による寄付金を子育て・少子化対策に積極的に活用しており、2015年度（平成27年度）からは保護者の負担軽減のため、上士幌町認定こども園の保育料の一部無料化を実施し、翌年度には10年間の完全無料化を始めた。その結果、住民基本台帳による2016年（平成28年）の人口が4,917人と、増加に転じた。
人口を増やした取り組みが認められ第4回ジャパンSDGsアワードで、SDGs推進副本部長（内閣官房長官）賞を受賞。また2021年度SDGs未来都市にも選定された。
| |                                          |  |
| 上士幌町と全国の年齢別人口分布（2005年） | 上士幌町の年齢・男女別人口分布（2005年） |  |
| ■紫色 ― 上士幌町 ■緑色 ― 日本全国 | ■青色 ― 男性 ■赤色 ― 女性                |  |
| 上士幌町（に相当する地域）の人口の推移 \| 1970年（昭和45年） \| 9,135人 \| \| \| 1975年（昭和50年） \| 8,143人 \| \| \| 1980年（昭和55年） \| 7,571人 \| \| \| 1985年（昭和60年） \| 7,042人 \| \| \| 1990年（平成2年） \| 6,380人 \| \| \| 1995年（平成7年） \| 5,936人 \| \| \| 2000年（平成12年） \| 5,634人 \| \| \| 2005年（平成17年） \| 5,229人 \| \| \| 2010年（平成22年） \| 5,078人 \| \| \| 2015年（平成27年） \| 4,765人 \| \| \| 2020年（令和2年） \| 4,778人 \| \| |                                          |  |
| 総務省統計局 国勢調査より |                                          |  |
| 1970年（昭和45年） | 9,135人                                  |  |
| 1975年（昭和50年） | 8,143人                                  |  |
| 1980年（昭和55年） | 7,571人                                  |  |
| 1985年（昭和60年） | 7,042人                                  |  |
| 1990年（平成2年） | 6,380人                                  |  |
| 1995年（平成7年） | 5,936人                                  |  |
| 2000年（平成12年） | 5,634人                                  |  |
| 2005年（平成17年） | 5,229人                                  |  |
| 2010年（平成22年） | 5,078人                                  |  |
| 2015年（平成27年） | 4,765人                                  |  |
| 2020年（令和2年） | 4,778人                                  |  |

### 消滅集落
2015年（平成27年）の国勢調査によれば、以下の集落は調査時点で人口0人の消滅集落となっている。
- 上士幌町 - 字上音更

## 気候
ケッペンの気候区分によると、上士幌町は湿潤大陸性気候に属する。寒暖の差が大きく気温の年較差、日較差が大きい顕著な大陸性気候である。降雪量が多く、豪雪地帯に指定されている。冬季は-20℃を下回る気温が観測されることが珍しくなく、寒さが厳しい。
| 上士幌（1991年 - 2020年）の気候    | 上士幌（1991年 - 2020年）の気候 | 上士幌（1991年 - 2020年）の気候 | 上士幌（1991年 - 2020年）の気候 | 上士幌（1991年 - 2020年）の気候 | 上士幌（1991年 - 2020年）の気候 | 上士幌（1991年 - 2020年）の気候 | 上士幌（1991年 - 2020年）の気候 | 上士幌（1991年 - 2020年）の気候 | 上士幌（1991年 - 2020年）の気候 | 上士幌（1991年 - 2020年）の気候 | 上士幌（1991年 - 2020年）の気候 | 上士幌（1991年 - 2020年）の気候 | 上士幌（1991年 - 2020年）の気候 |
| 月                                 | 1月                             | 2月                             | 3月                             | 4月                             | 5月                             | 6月                             | 7月                             | 8月                             | 9月                             | 10月                            | 11月                            | 12月                            | 年                              |
| ---------------------------------- | ------------------------------- | ------------------------------- | ------------------------------- | ------------------------------- | ------------------------------- | ------------------------------- | ------------------------------- | ------------------------------- | ------------------------------- | ------------------------------- | ------------------------------- | ------------------------------- | ------------------------------- |
| 最高気温記録 °C （°F）             | 6.4 (43.5)                      | 12.8 (55)                       | 16.1 (61)                       | 28.2 (82.8)                     | 36.4 (97.5)                     | 36.6 (97.9)                     | 37.2 (99)                       | 35.2 (95.4)                     | 31.5 (88.7)                     | 27.8 (82)                       | 20.0 (68)                       | 11.9 (53.4)                     | 37.2 (99)                       |
| 平均最高気温 °C （°F）             | −2.9 (26.8)                     | −2.0 (28.4)                     | 2.6 (36.7)                      | 10.1 (50.2)                     | 16.5 (61.7)                     | 19.9 (67.8)                     | 22.9 (73.2)                     | 23.9 (75)                       | 20.4 (68.7)                     | 14.2 (57.6)                     | 6.6 (43.9)                      | −0.5 (31.1)                     | 11.0 (51.8)                     |
| 日平均気温 °C （°F）               | −7.7 (18.1)                     | −7.1 (19.2)                     | −2.3 (27.9)                     | 4.3 (39.7)                      | 10.4 (50.7)                     | 14.2 (57.6)                     | 17.8 (64)                       | 18.9 (66)                       | 15.2 (59.4)                     | 8.8 (47.8)                      | 2.0 (35.6)                      | −4.8 (23.4)                     | 5.8 (42.4)                      |
| 平均最低気温 °C （°F）             | −13.4 (7.9)                     | −13.2 (8.2)                     | −7.7 (18.1)                     | −1.0 (30.2)                     | 4.6 (40.3)                      | 9.5 (49.1)                      | 13.8 (56.8)                     | 15.0 (59)                       | 10.7 (51.3)                     | 3.7 (38.7)                      | −2.7 (27.1)                     | −10.0 (14)                      | 0.8 (33.4)                      |
| 最低気温記録 °C （°F）             | −24.9 (−12.8)                   | −25.9 (−14.6)                   | −21.3 (−6.3)                    | −13.7 (7.3)                     | −5.4 (22.3)                     | −0.4 (31.3)                     | 4.7 (40.5)                      | 5.1 (41.2)                      | −0.4 (31.3)                     | −6.5 (20.3)                     | −14.2 (6.4)                     | −20.8 (−5.4)                    | −25.9 (−14.6)                   |
| 降水量 mm （inch）                 | 30.9 (1.217)                    | 21.5 (0.846)                    | 39.9 (1.571)                    | 62.0 (2.441)                    | 98.5 (3.878)                    | 91.6 (3.606)                    | 134.4 (5.291)                   | 175.4 (6.906)                   | 149.1 (5.87)                    | 88.2 (3.472)                    | 51.4 (2.024)                    | 40.0 (1.575)                    | 981.7 (38.65)                   |
| 降雪量 cm （inch）                 | 87 (34.3)                       | 76 (29.9)                       | 77 (30.3)                       | 19 (7.5)                        | 4 (1.6)                         | 0 (0)                           | 0 (0)                           | 0 (0)                           | 0 (0)                           | 0 (0)                           | 19 (7.5)                        | 74 (29.1)                       | 363 (142.9)                     |
| 平均降水日数 （≥1.0 mm）           | 5.8                             | 4.8                             | 7.8                             | 9.5                             | 10.9                            | 10.6                            | 12.8                            | 13.2                            | 11.9                            | 8.9                             | 7.7                             | 6.5                             | 110.3                           |
| 平均月間日照時間                   | 155.0                           | 151.9                           | 190.3                           | 178.5                           | 169.4                           | 134.9                           | 111.1                           | 115.4                           | 138.9                           | 168.1                           | 147.4                           | 141.3                           | 1,804.1                         |
| 出典1：Japan Meteorological Agency |                                 |                                 |                                 |                                 |                                 |                                 |                                 |                                 |                                 |                                 |                                 |                                 |                                 |
| 出典2：気象庁                      |                                 |                                 |                                 |                                 |                                 |                                 |                                 |                                 |                                 |                                 |                                 |                                 |                                 |

| ぬかびら源泉郷（旧名：糠平）（1991年 - 2020年）の気候 | ぬかびら源泉郷（旧名：糠平）（1991年 - 2020年）の気候 | ぬかびら源泉郷（旧名：糠平）（1991年 - 2020年）の気候 | ぬかびら源泉郷（旧名：糠平）（1991年 - 2020年）の気候 | ぬかびら源泉郷（旧名：糠平）（1991年 - 2020年）の気候 | ぬかびら源泉郷（旧名：糠平）（1991年 - 2020年）の気候 | ぬかびら源泉郷（旧名：糠平）（1991年 - 2020年）の気候 | ぬかびら源泉郷（旧名：糠平）（1991年 - 2020年）の気候 | ぬかびら源泉郷（旧名：糠平）（1991年 - 2020年）の気候 | ぬかびら源泉郷（旧名：糠平）（1991年 - 2020年）の気候 | ぬかびら源泉郷（旧名：糠平）（1991年 - 2020年）の気候 | ぬかびら源泉郷（旧名：糠平）（1991年 - 2020年）の気候 | ぬかびら源泉郷（旧名：糠平）（1991年 - 2020年）の気候 | ぬかびら源泉郷（旧名：糠平）（1991年 - 2020年）の気候 |
| 月                                                    | 1月                                                   | 2月                                                   | 3月                                                   | 4月                                                   | 5月                                                   | 6月                                                   | 7月                                                   | 8月                                                   | 9月                                                   | 10月                                                  | 11月                                                  | 12月                                                  | 年                                                    |
| ----------------------------------------------------- | ----------------------------------------------------- | ----------------------------------------------------- | ----------------------------------------------------- | ----------------------------------------------------- | ----------------------------------------------------- | ----------------------------------------------------- | ----------------------------------------------------- | ----------------------------------------------------- | ----------------------------------------------------- | ----------------------------------------------------- | ----------------------------------------------------- | ----------------------------------------------------- | ----------------------------------------------------- |
| 最高気温記録 °C （°F）                                | 6.9 (44.4)                                            | 12.8 (55)                                             | 15.5 (59.9)                                           | 26.7 (80.1)                                           | 34.5 (94.1)                                           | 33.7 (92.7)                                           | 34.2 (93.6)                                           | 33.4 (92.1)                                           | 32.3 (90.1)                                           | 26.5 (79.7)                                           | 19.8 (67.6)                                           | 11.1 (52)                                             | 34.5 (94.1)                                           |
| 平均最高気温 °C （°F）                                | −4.1 (24.6)                                           | −3.1 (26.4)                                           | 1.3 (34.3)                                            | 8.4 (47.1)                                            | 15.6 (60.1)                                           | 19.2 (66.6)                                           | 22.3 (72.1)                                           | 22.7 (72.9)                                           | 19.0 (66.2)                                           | 12.8 (55)                                             | 5.0 (41)                                              | −1.9 (28.6)                                           | 9.8 (49.6)                                            |
| 日平均気温 °C （°F）                                  | −10.5 (13.1)                                          | −9.4 (15.1)                                           | −4.3 (24.3)                                           | 2.4 (36.3)                                            | 8.9 (48)                                              | 13.3 (55.9)                                           | 17.1 (62.8)                                           | 17.5 (63.5)                                           | 13.1 (55.6)                                           | 6.6 (43.9)                                            | 0.0 (32)                                              | −7.1 (19.2)                                           | 4.0 (39.2)                                            |
| 平均最低気温 °C （°F）                                | −16.9 (1.6)                                           | −16.4 (2.5)                                           | −10.7 (12.7)                                          | −3.2 (26.2)                                           | 2.5 (36.5)                                            | 8.1 (46.6)                                            | 12.8 (55)                                             | 13.3 (55.9)                                           | 8.1 (46.6)                                            | 1.1 (34)                                              | −4.7 (23.5)                                           | −12.5 (9.5)                                           | −1.5 (29.3)                                           |
| 最低気温記録 °C （°F）                                | −30.3 (−22.5)                                         | −30.8 (−23.4)                                         | −26.7 (−16.1)                                         | −19.0 (−2.2)                                          | −7.6 (18.3)                                           | −1.9 (28.6)                                           | 2.0 (35.6)                                            | 2.7 (36.9)                                            | −2.0 (28.4)                                           | −7.1 (19.2)                                           | −17.4 (0.7)                                           | −26.6 (−15.9)                                         | −30.8 (−23.4)                                         |
| 降水量 mm （inch）                                    | 48.5 (1.909)                                          | 39.1 (1.539)                                          | 64.8 (2.551)                                          | 84.5 (3.327)                                          | 129.7 (5.106)                                         | 110.9 (4.366)                                         | 147.6 (5.811)                                         | 213.6 (8.409)                                         | 208.1 (8.193)                                         | 153.6 (6.047)                                         | 108.2 (4.26)                                          | 74.1 (2.917)                                          | 1,382.6 (54.433)                                      |
| 降雪量 cm （inch）                                    | 103 (40.6)                                            | 83 (32.7)                                             | 100 (39.4)                                            | 57 (22.4)                                             | 3 (1.2)                                               | 0 (0)                                                 | 0 (0)                                                 | 0 (0)                                                 | 0 (0)                                                 | 2 (0.8)                                               | 45 (17.7)                                             | 104 (40.9)                                            | 494 (194.5)                                           |
| 平均降水日数 （≥1.0 mm）                              | 8.2                                                   | 8.4                                                   | 10.6                                                  | 11.3                                                  | 11.6                                                  | 10.2                                                  | 10.9                                                  | 11.6                                                  | 11.8                                                  | 11.7                                                  | 12.4                                                  | 10.2                                                  | 128.8                                                 |
| 平均月間日照時間                                      | 120.5                                                 | 125.3                                                 | 164.0                                                 | 181.0                                                 | 195.7                                                 | 163.9                                                 | 155.7                                                 | 141.2                                                 | 139.0                                                 | 161.7                                                 | 119.1                                                 | 109.0                                                 | 1,776                                                 |
| 出典1：Japan Meteorological Agency                    |                                                       |                                                       |                                                       |                                                       |                                                       |                                                       |                                                       |                                                       |                                                       |                                                       |                                                       |                                                       |                                                       |
| 出典2：気象庁                                         |                                                       |                                                       |                                                       |                                                       |                                                       |                                                       |                                                       |                                                       |                                                       |                                                       |                                                       |                                                       |                                                       |

## 歴史
1896年（明治29年）から十勝の開拓が始まり北海道外から入植者がやってきたが、上士幌地区は十勝の奥地に位置して交通が不便であり、気候や地力が劣ると見られていたため、当初は開拓が行われなかった。十勝の開拓が進んでいくと、より広大な土地を求めて上士幌地区に移転して開拓する者が現れ、1907年（明治40年）に安村治高丸をはじめとした移転開拓者たちが上士幌地区の原野の各地を開拓していった。1926年（大正15年）に帯広駅から上士幌駅までの士幌線が開通すると、上士幌地区への入植者が増加していった。1929年（昭和4年）になると士幌村（現在の士幌町）からの分村する気運が高まり、1931年（昭和6年）4月1日に上士幌村が誕生した。
- 1907年（明治40年）：安村治高丸をはじめとした移転開拓者たちが上士幌地区の開拓を始める。
- 1919年（大正08年）：糠平温泉開湯（2009年にぬかびら源泉郷と改称）。
- 1926年（大正15年）：上士幌駅開業（1987年廃止）。
- 1931年（昭和06年）：士幌村（現在の士幌町）から上士幌、上音更、居辺の各一部が分村し、上士幌村となる。
- 1934年（昭和09年）：大雪山国立公園指定。
- 1937年（昭和12年）：糠平駅開業（1987年廃止）。
- 1939年（昭和14年）：十勝三股駅開業（1978年にバス代行切替、1987年廃止）。
- 1948年（昭和23年）：糠平温泉スキー場（ぬかびら源泉郷スキー場）オープン。
- 1954年（昭和29年）：町制施行し、上士幌町となる。
- 1956年（昭和31年）：糠平ダム完成。
- 1967年（昭和42年）：然別—糠平間（幌鹿峠）開通。
- 1968年（昭和43年）：町章制定。ひがし大雪博物館開館（2012年閉館）。
- 1972年（昭和47年）：三国峠開通。ナイタイ高原牧場開場。
- 1974年（昭和49年）：「北海道バルーンフェステイバル」初開催。
- 1976年（昭和51年）：京都府船井郡丹波町と「友好都市」提携（後に提携解消）。上士幌町スポーツセンター完成。
- 1981年（昭和56年）：町の木（しらかば）・花（すずらん）・鳥（かっこう）指定。
- 1982年（昭和57年）：上士幌町山村開発センター完成。糠平大橋開通。
- 1990年（平成02年）：糠平温泉文化ホール完成。
- 2001年（平成13年）：「旧国鉄士幌線コンクリートアーチ橋梁群」が北海道遺産選定[8]（タウシュベツ川橋梁など）。
- 2013年（平成25年）：ひがし大雪自然館オープン。
- 2016年（平成28年）：十勝圏域6消防本部を統合したとかち広域消防事務組合業務開始。
- 2017年（平成29年）：上士幌町生涯学習センター完成。

## 行政
- 上士幌町役場
  - 糠平連絡事務所、ナイタイ高原牧場事務所

## 議会
- 議員定数：11人
- 議会
  - 定例会（3月、6月、9月、12月）
  - 臨時会
- 委員会
  - 常任委員会
    - 総務文教厚生常任委員会
    - 産業経済建設常任委員会

  - 議会運営委員会
  - 特別委員会

## 官公署
国の機関
- 農林水産省
  - 林野庁北海道森林管理局十勝西部森林管理署東大雪支署
- 環境省
  - 北海道地方環境事務所上士幌自然保護官事務所

## 公共施設
- 上士幌町山村開発センター
- ふれあいプラザ
- 上士幌町生涯学習センター「わっか」
- 上士幌町図書館
- 糠平温泉文化ホール
- 上士幌町農業技術研究センター
- 上士幌町農業振興センター
- 上士幌町スポーツセンター
- 上士幌町挌技場
- 上士幌町民球場
- 上士幌町航空公園パークゴルフ場
- 上士幌町ナイタイ高原牧場
- 上士幌町葬斎場
- 北十勝2町清掃工場

## 公的機関

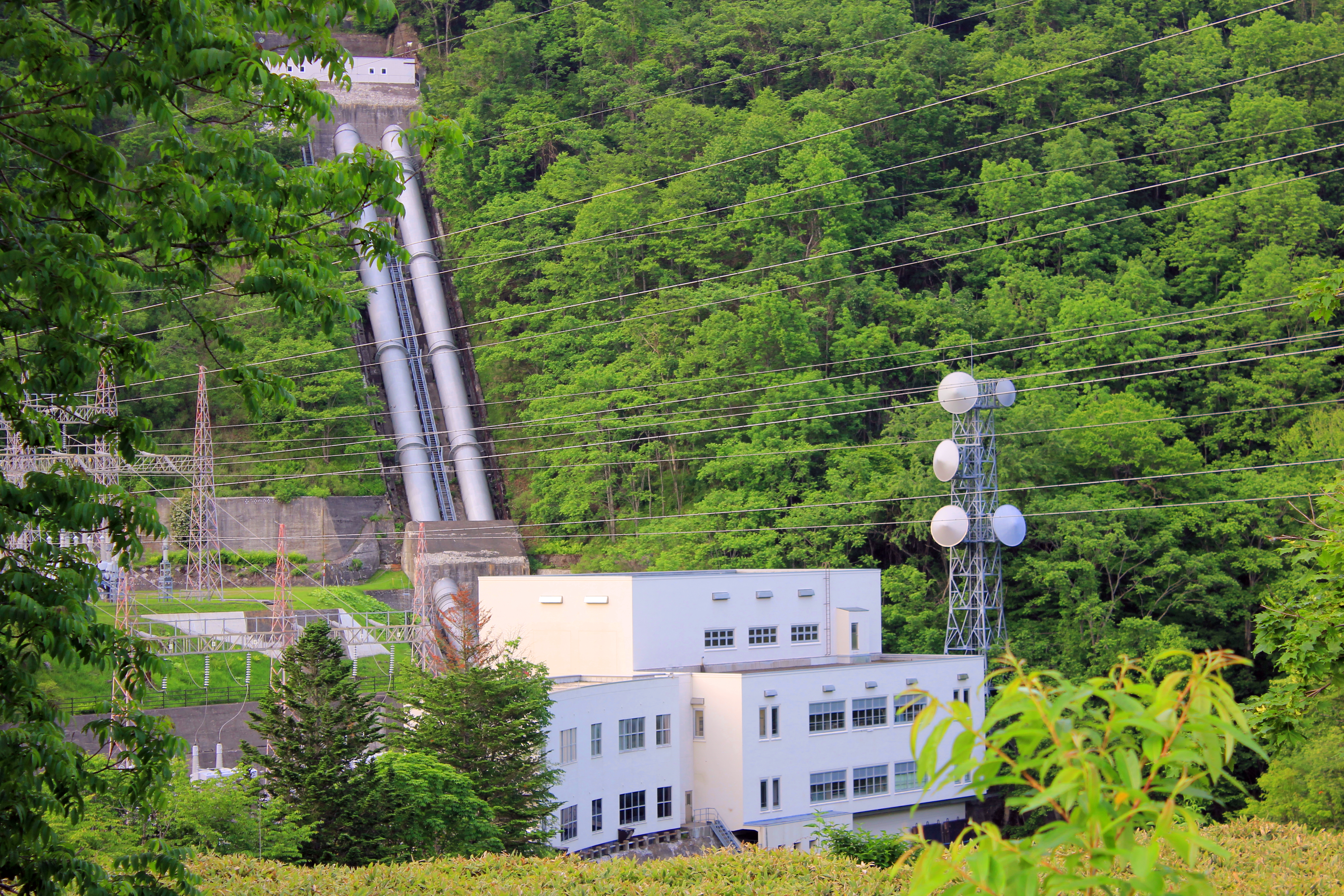
糠平発電所（2015年6月）

警察
- 帯広警察署上士幌駐在所、糠平駐在所

消防
- とかち広域消防事務組合上士幌消防署
  - 糠平出張所

電力
- 電源開発上士幌電力所、上士幌流通事業所
  - 糠平発電所
  - 幌加発電所

- 糠平発電所（2015年6月）

## 教育機関
高等学校
- 北海道上士幌高等学校

中学校
- 上士幌町立上士幌中学校

小学校
- 上士幌町立上士幌小学校

認定こども園
- 上士幌町認定こども園・ほろん

## 経済・産業
産業は、畑作や酪農などの農業や林業などの第一次産業と観光の第三次産業が盛んである。
組合
- 上士幌町農業協同組合（JA上士幌町）[9]
- 北海道農業共済組合（NOSAI北海道）上士幌家畜診療所[10]
- 全国農業協同組合連合会（JA全農）ET研究所[11]
- 十勝大雪森林組合上士幌事業所

スーパーマーケット
- 片原商店
  - Aコープ上士幌店ルピナ

金融機関
- 帯広信用金庫上士幌支店
- 十勝信用組合上士幌支店
- JAバンク北海道（北海道信用農業協同組合連合会）JA上士幌町本所

郵便局
- 上士幌郵便局（集配局）
- ぬかびら源泉郷郵便局
- 萩ヶ岡簡易郵便局

宅配便
- ヤマト運輸十勝士幌センター（所在地は士幌町）
- 佐川急便本別営業所（所在地は本別町）

## 交通

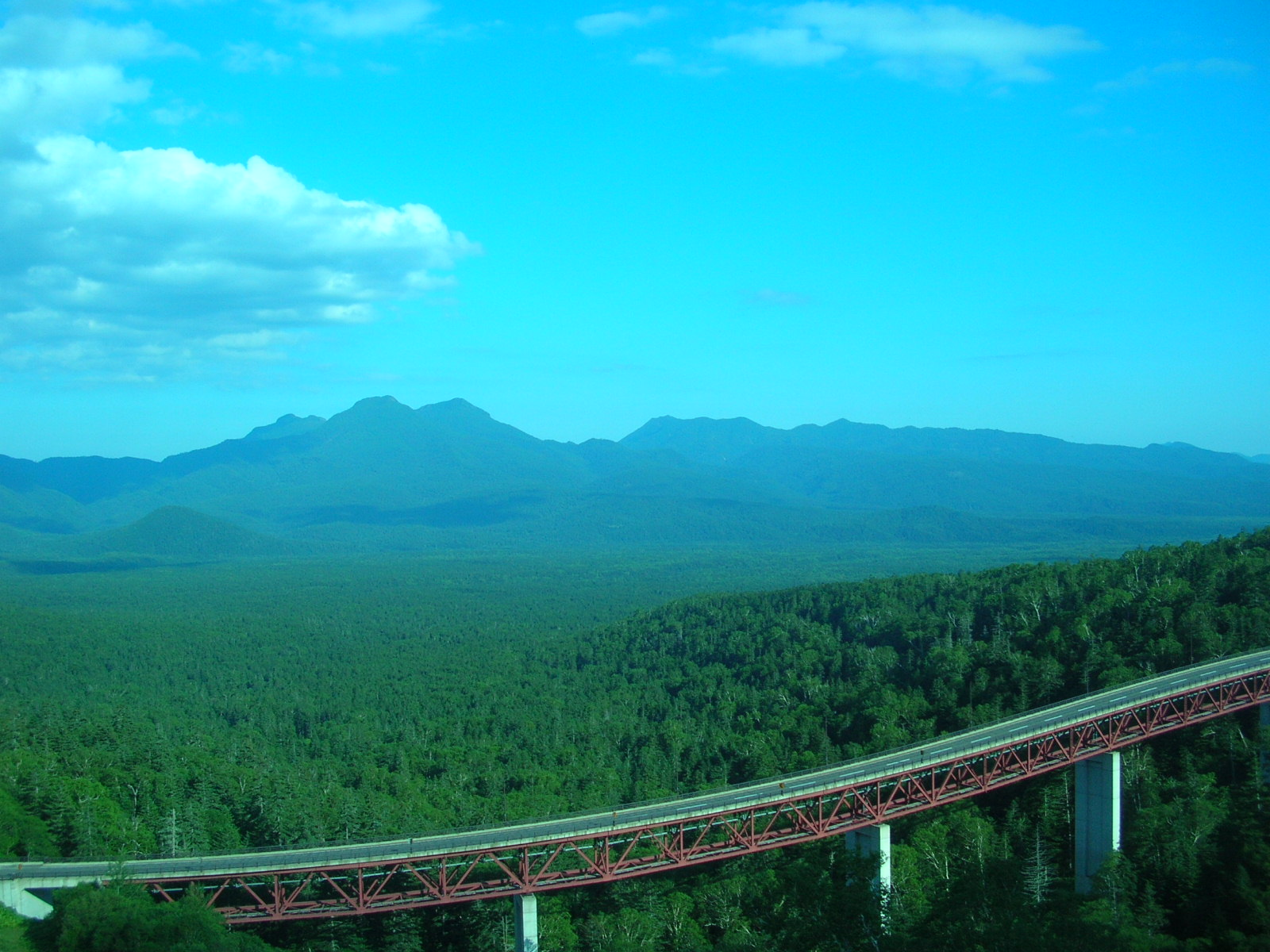
松見大橋と大雪山系の山々（2008年8月）

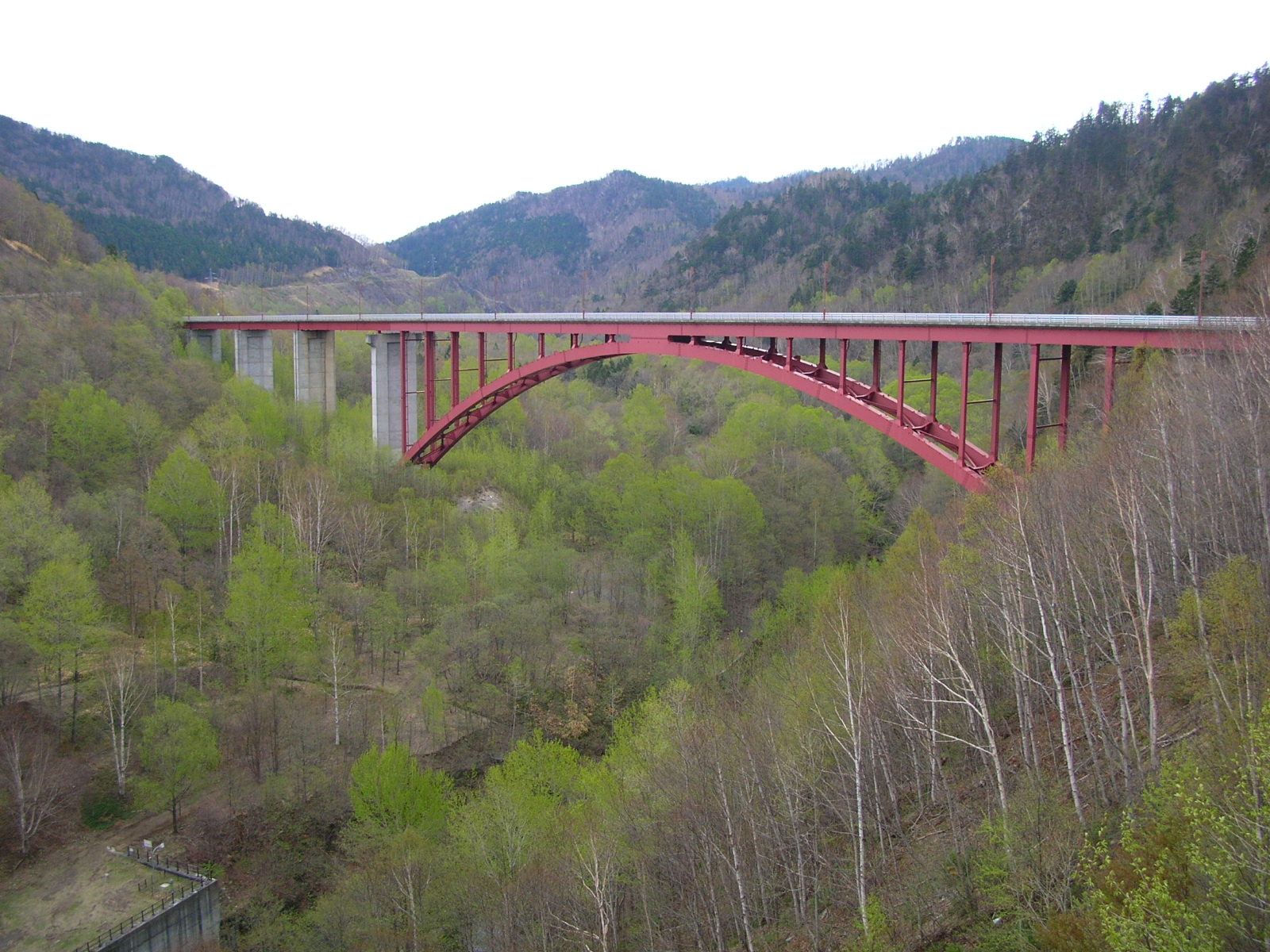
糠平大橋（2008年5月）

### 鉄道
町内を鉄道路線は通っていない。鉄道を利用する場合の最寄り駅は、JR北海道根室本線帯広駅。

#### 廃止された鉄道
かつては日本国有鉄道（国鉄）士幌線が通っていたが、国鉄分割民営化直前の1987年（昭和62年）3月23日に全線が廃止となった。
列車の運行はなくなったものの、タウシュベツ川橋梁や第三音更川橋梁 など、今も残されている橋梁（旧国鉄士幌線コンクリートアーチ橋梁群）は一部が登録有形文化財であり、歴史的価値を有し、観光資源にもなっている。地元のNPO法人ひがし大雪アーチ橋友の会は2020年（令和2年）、全国から集まった寄付金で第三音更川橋梁を補修した 。

### バス
- 十勝バス
- 北海道拓殖バス
- 北海道拓殖バス・十勝バス・道北バス（共同運行）「ノースライナー号」

### タクシー
- 上士幌タクシー

### 道路
町内を通る幹線道路は、シーニックバイウェイの「十勝平野・山麓ルート」になっている。また、ナショナルサイクルルート「トカプチ400」のルートになっている。
- 一般国道
  - 国道241号（国道274号との重用区間であり、国道273号との重用区間もあり）
  - 国道273号
    - 三国峠
- 都道府県道
  - 北海道道85号鹿追糠平線
    - 幌鹿峠

  - 北海道道316号上士幌音更線
  - 北海道道337号上士幌士幌音更線
  - 北海道道418号上士幌停車場線
  - 北海道道468号清水谷足寄線
  - 北海道道660号居辺本別線
  - 北海道道661号士幌然別湖線（士幌高原道路）
  - 北海道道806号上音更上士幌線
  - 北海道道1144号士幌上士幌線

## 文化財
国登録
- 登録有形文化財
  - 旧国鉄士幌線勇川橋梁
  - 旧国鉄士幌線第三音更川橋梁
  - 旧国鉄士幌線第五音更川橋梁
  - 旧国鉄士幌線十三の沢橋梁
  - 旧国鉄士幌線第六音更川橋梁
  - 旧国鉄士幌線音更トンネル
  - 旧国鉄士幌線糠平川橋梁
  - 旧国鉄士幌線三の沢橋梁
  - 旧国鉄士幌線幌加駅プラットホーム

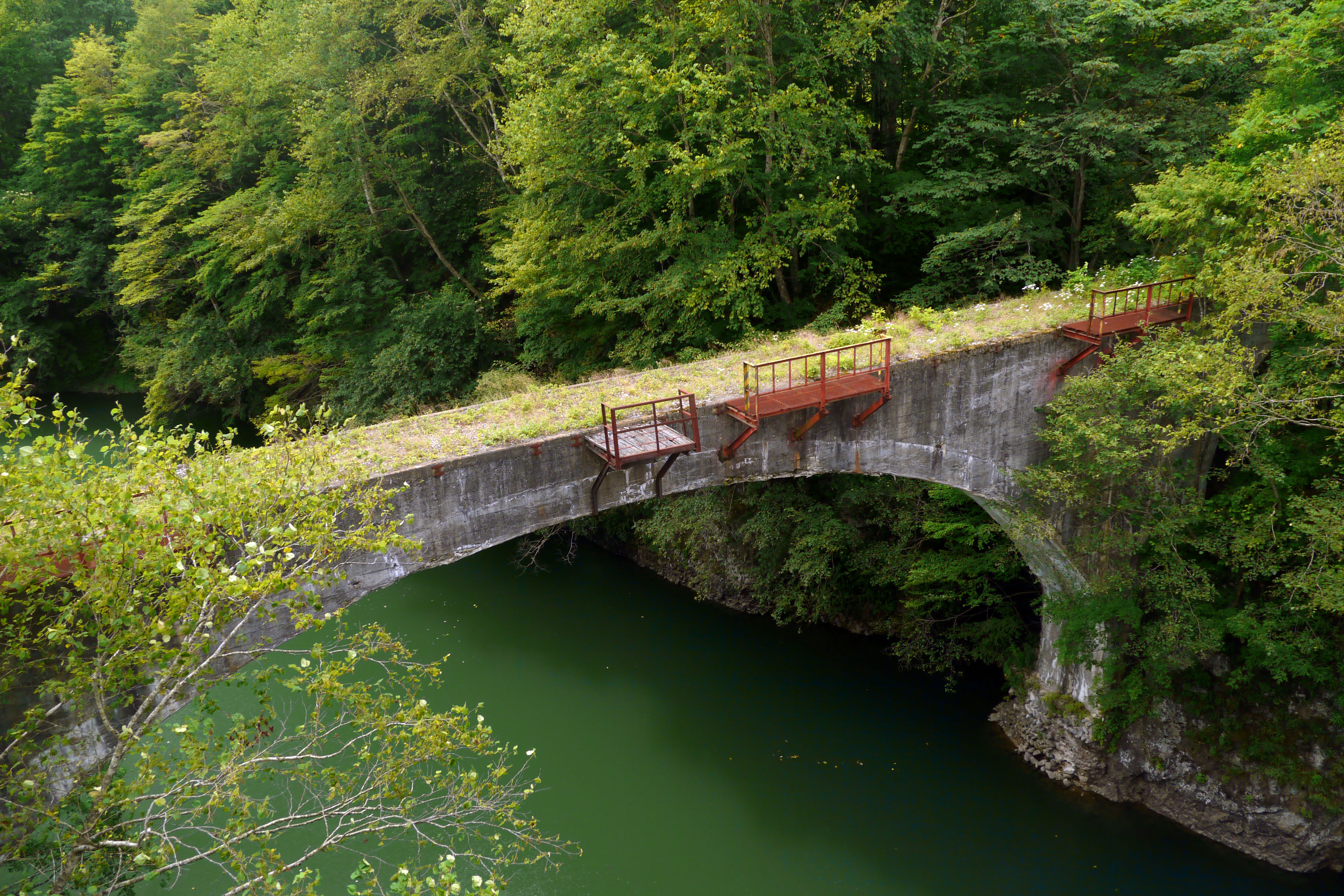
第三音更川橋梁（2011年8月）

道指定
- 天然記念物
  - 然別湖のオショロコマ生息地

町指定
- 史跡
  - 嶋木遺跡
- 天然記念物
  - 三股永久凍土
  - 丸山噴泉塔群
- 有形文化財
  - 音更山道碑

## 観光・レジャー
| - 道の駅かみしほろ - かみしほろ情報館 - 上士幌町航空公園 - 上士幌ゴルフ場 - 上士幌町ナイタイ高原牧場 | - 上士幌町鉄道資料館 - ひがし大雪高原鉄道 - 糠平湖 - 国設ぬかびら野営場 - ひがし大雪自然館 - ぬかびら源泉郷 - ぬかびら源泉郷スキー場 - 森のトロッコ・エコレール - タウシュベツ展望台（タウシュベツ川橋梁） - 幌加温泉 - 三国峠展望台 |

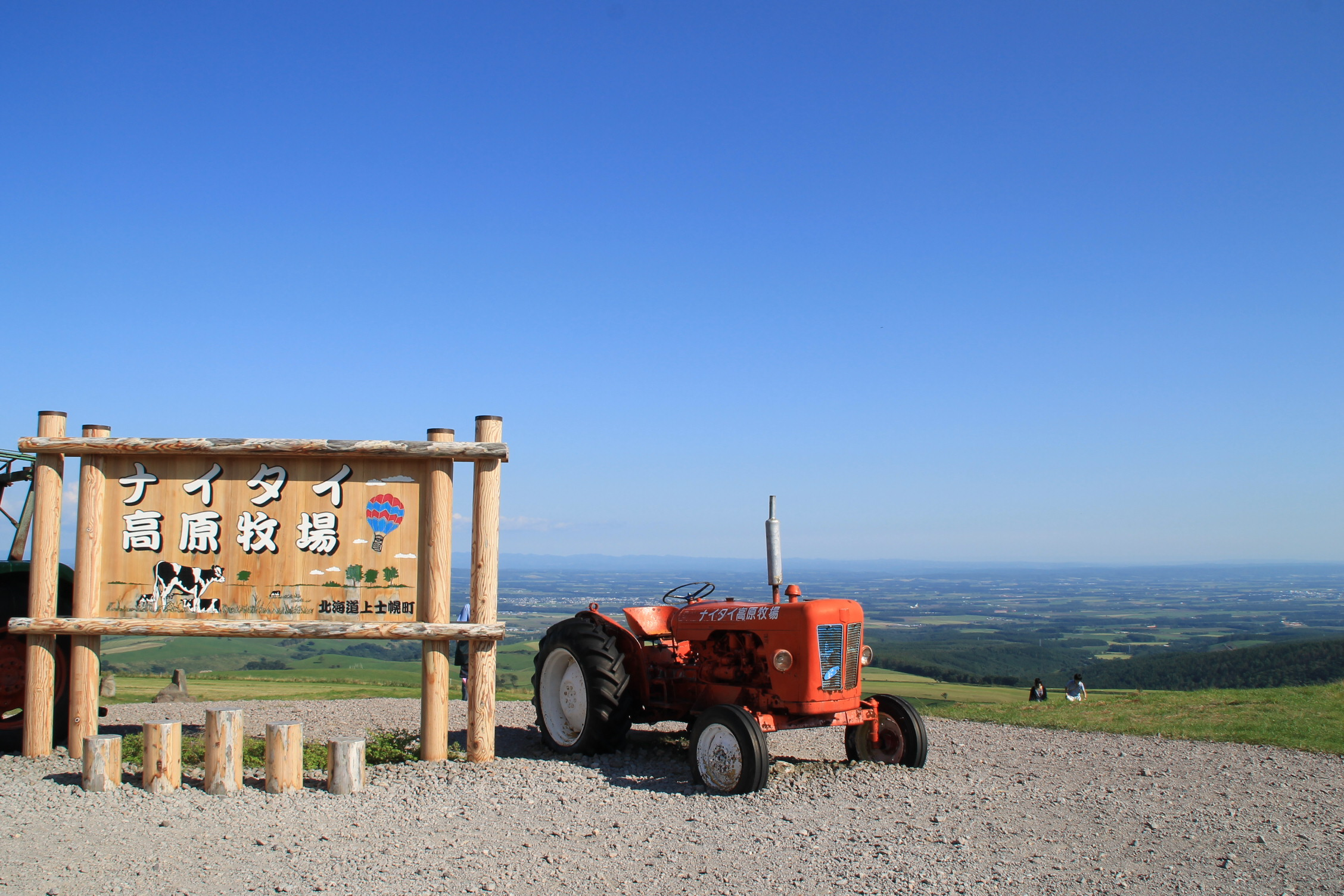
ナイタイ高原牧場（2014年8月）
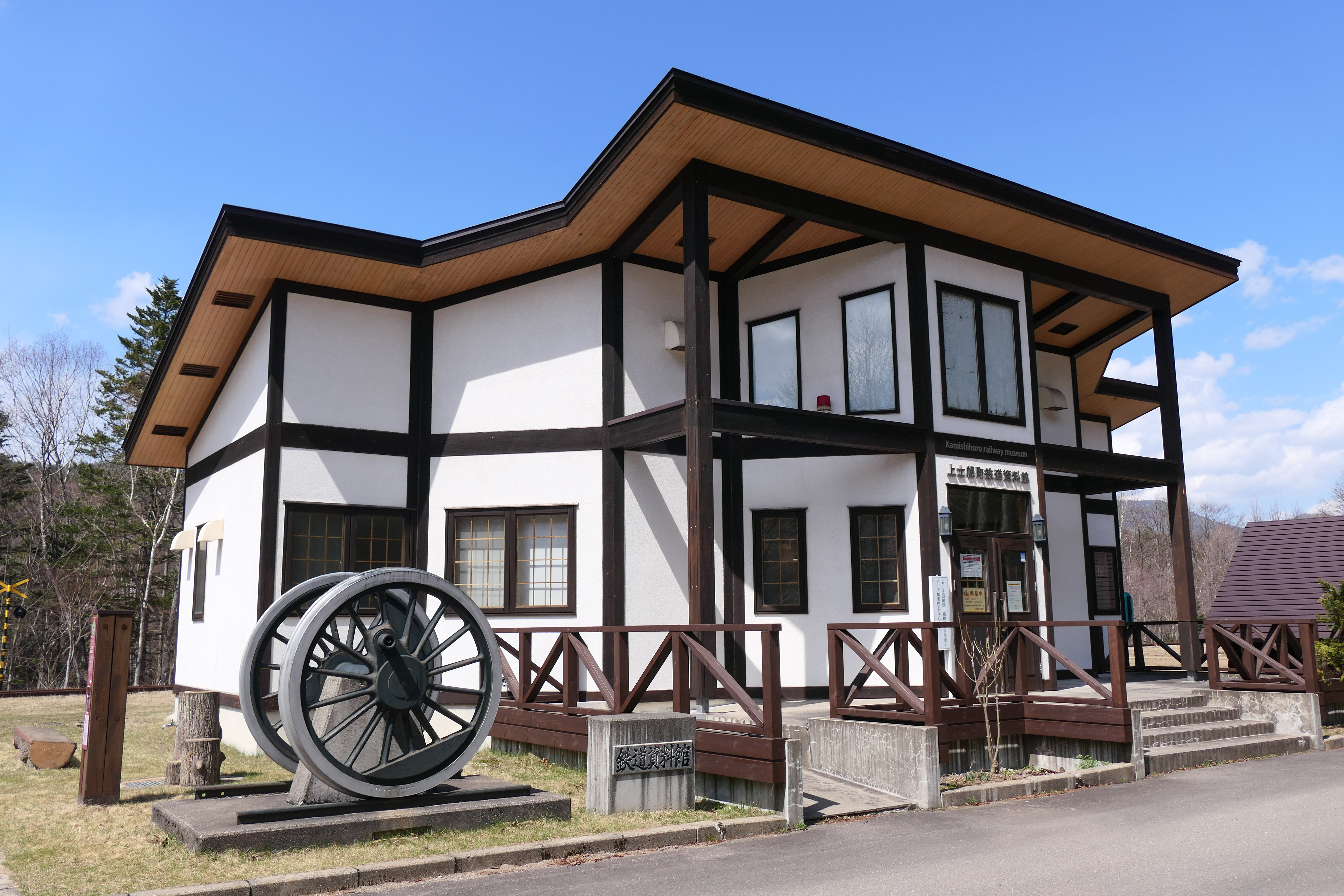
上士幌町鉄道資料館（2021年5月）
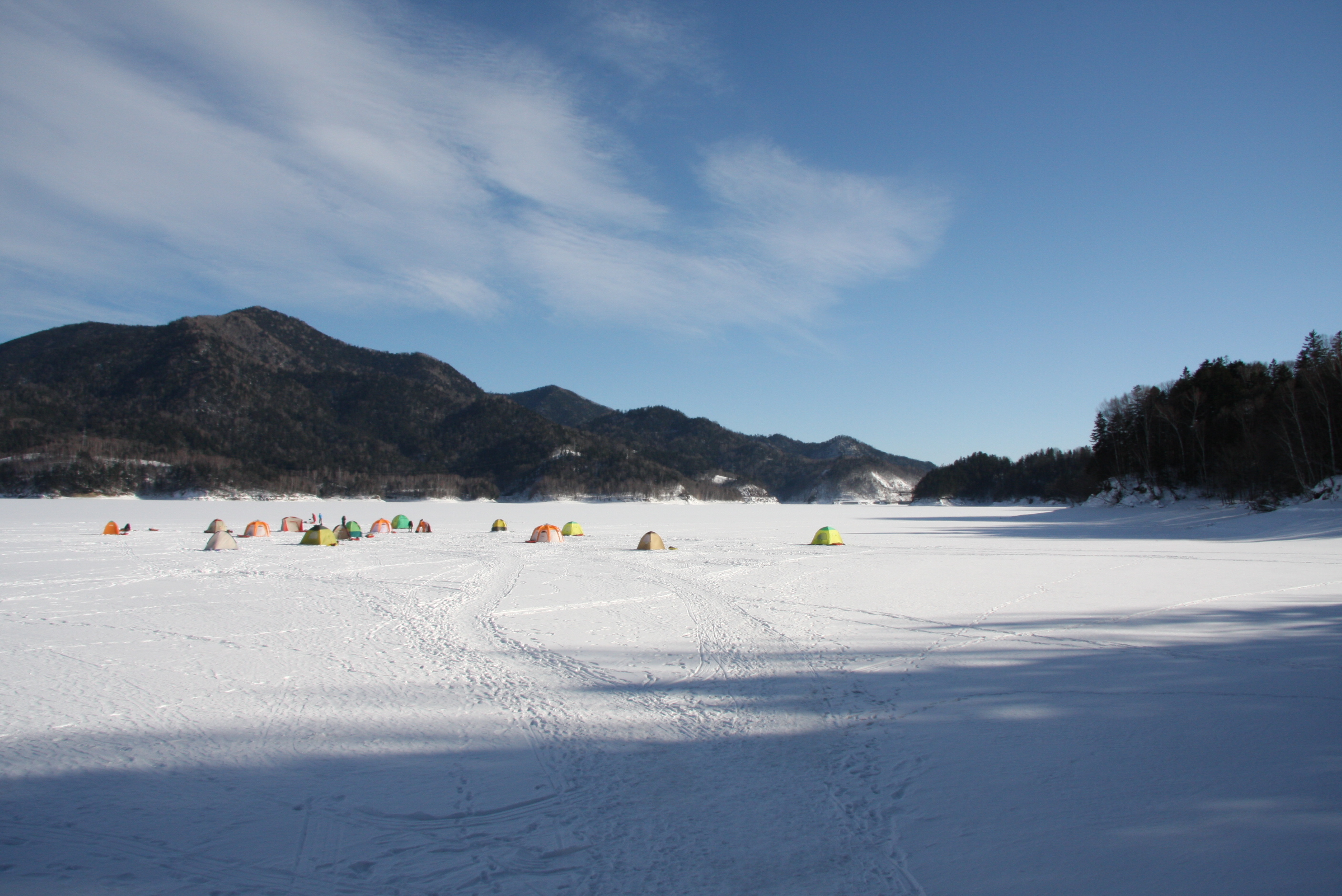
糠平湖（2013年1月）
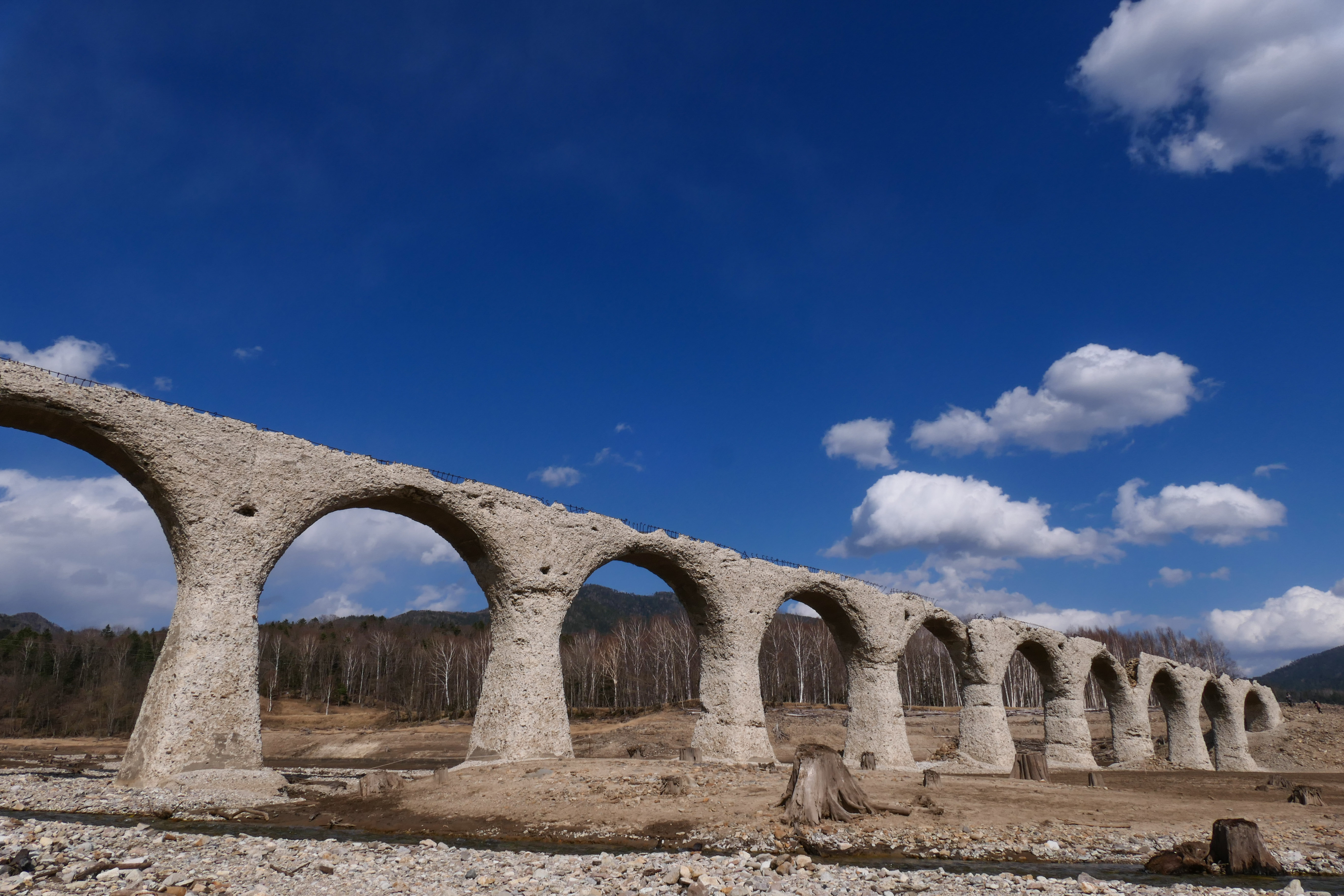
タウシュベツ川橋梁（2021年5月）
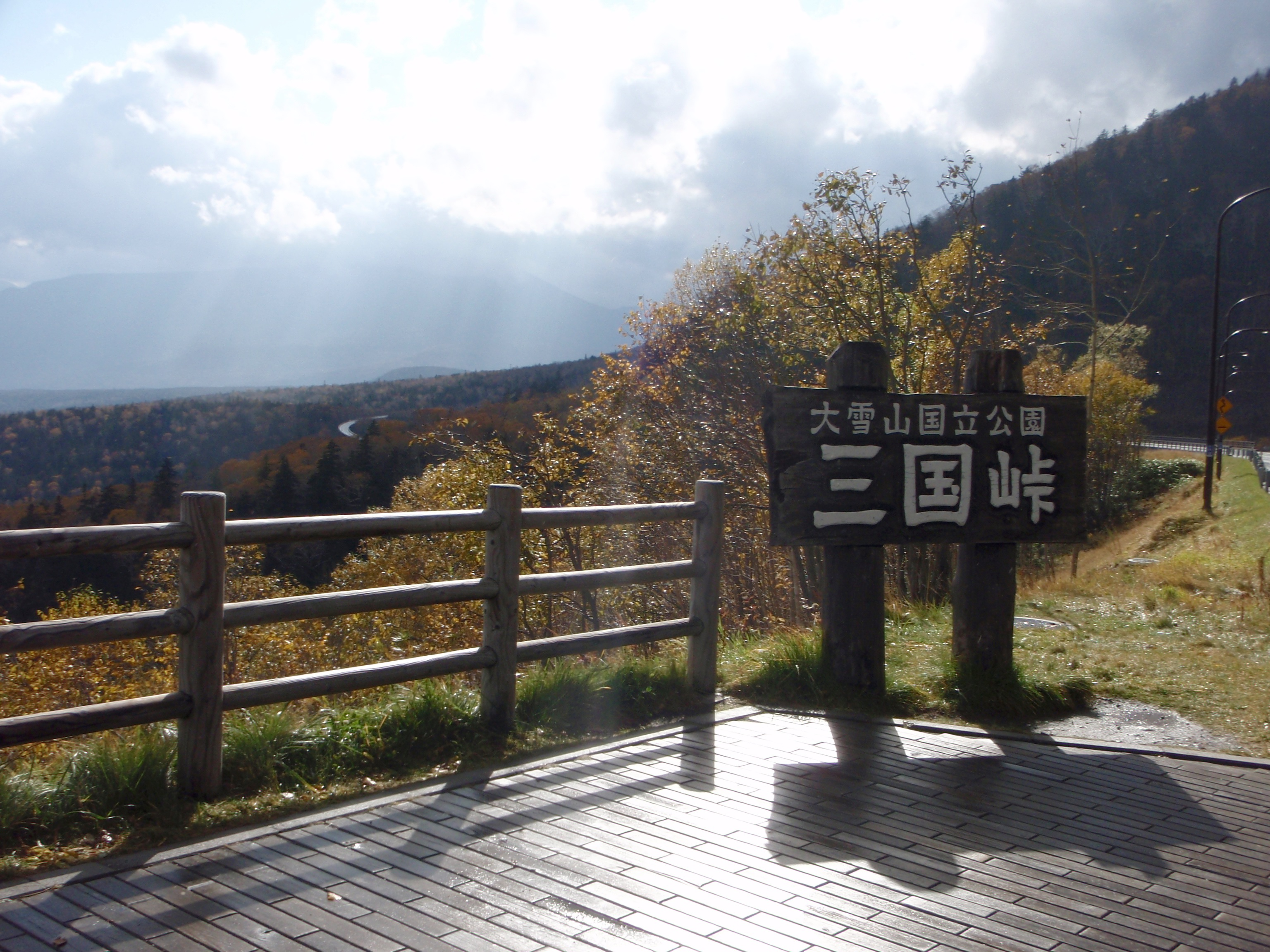
三国峠展望台（2008年10月）

## 祭事・催事
- 上士幌ウィンターバルーンミーティング（2月）
- 北海道バルーンフェスティバル（8月）

## 名産・特産
- 十勝ナイタイ和牛（地域団体商標）
上士幌町で生まれ育った牛で、格付けが5等級、4等級のみのブランド牛肉[17]。
- 十勝ハーブ牛
- ミルクジャム
- ハチミツ
- 鹿肉
- 豆製品

## 人物
50音順

### 出身人物
- 伊達忠一（政治家、元参議院議員）
- 十勝花子（俳優）
- 根本奈美（元スピードスケート選手）

### ゆかりのある人物
- 岩崎量示（写真家）
- 新村源雄（政治家、元衆議院議員。上士幌町名誉町民）
- 福澤泰江（政治家、篤農家）